# Friedhelm Wirtz
Pour les articles homonymes, voir Wirtz.
Friedhelm Wirtz, né le 18 octobre 1958 à Bullange est un homme politique belge germanophone, membre du ProDG.
Il est courtier en assurances; fonctionnaire des finances (1981-84).

## Fonctions politiques
- 1996-     : conseiller communal de Bullange
  - 2001-2006: échevin des finances à Bullange
  - 2006-    : bourgmestre de Bullange
- 2014-2015 : membre du Parlement de la Communauté germanophone
  - premier secrétaire du parlement